# Huang Baotong
Huang Baotong (chiń. 黄葆同; ur. w maju 1921 w Szanghaju, zm. 6 września 2005 w Changchun) – chemik chiński, członek Chińskiej Akademii Nauk.
W 1944 ukończył studia na Wydziale Chemicznym Centralnego Uniwersytetu w Pekinie; kontynuował studia w USA, w 1952 obronił doktorat w Brooklyn Polytechnic Institute w Nowym Jorku. W 1955 powrócił do Chin i podjął pracę w Instytucie Chemii Stosowanej Chińskiej Akademii Nauk w Changchun. W 1991 został powołany na członka Chińskiej Akademii Nauk. Członek OZPL kadencji VI-VIII (lata 1983-1998).
W badaniach naukowych zajmował się przede wszystkim chemią polimerów.